# Championnat de République tchèque de Formule 4
Le championnat de République tchèque de Formule 4 (communément appelé CEZ Formula 4) est un championnat de course automobile de monoplaces réglementée selon les règles de la Formule 4 de la FIA. Le championnat est organisé et promu par l'Automobile Club de la République tchèque (ACCR ; tchèque : Autoklub České republiky (AČR)) et Krenek Motorsport. Le championnat a débuté en 2022 en tant que trophée, et a obtenu le statut de championnat en 2023,.

## Histoire
Le championnat devait être inauguré en 2022, mais il a été maintenu en tant que trophée en raison des retards massifs de livraison des voitures,. Pour 2023, le championnat a d'abord été nommé ACCR Czech Formula, puis Formula 4 CEZ Championship après la certification de la FIA,.

## Voiture
Le constructeur italien de voitures de course Tatuus est chargé de concevoir et de construire toutes les voitures. Le châssis est une monocoque en fibre de carbone. Lors de la saison 2022, les Tatuus F4-T014 d'ancienne génération ont pu participer au championnat en raison des retards des voitures Tatuus F4-T421 de nouvelle génération ; cependant, les voitures d'ancienne génération n'ont pas été autorisées à participer à la saison 2023 en raison du processus de certification de la FIA.

## Champions

### Pilotes
| Saison | Pilote       | Ecurie            | Course    | Poles | Vic. | Podiums | M/Tours | Points | Marge |
| ------ | ------------ | ----------------- | --------- | ----- | ---- | ------- | ------- | ------ | ----- |
| 2022   | Zénó Kovács  | Racing Trevor     | 6 sur 7   | 3     | 2    | 7       | 3       | 70     | 33    |
| 2023   | Ethan Ischer | Jenzer Motorsport | 14 sur 14 | 5     | 8    | 10      | 7       | 263    | 2     |
| 2024   | Oscar Wurz   | Jenzer Motorsport | 17 sur 18 | 1     | 2    | 14      | 6       | 301    | 25    |
| 2025   |              |                   |           |       |      |         |         |        |       |

### Teams
| Season | Team              | Poles | Wins | Podiums | Fastest lap | Points | Margins |
| ------ | ----------------- | ----- | ---- | ------- | ----------- | ------ | ------- |
| 2023   | Jenzer Motorsport | 6     | 11   | 29      | 7           | 549    | 345     |
| 2024   | Jenzer Motorsport | 1     | 8    | 24      | 10          | 599    | 235     |
| 2025   |                   |       |      |         |             |        |         |

## Circuits
- Les circuits en gras sont ceux utilisé dans le championnat pour la saison 2025

| Numéro | Circuits                   | Manches | Saison       |
| ------ | -------------------------- | ------- | ------------ |
| 1      | Red Bull Ring              | 2       | 2023–present |
| 1      | Automotodróm Slovakia Ring | 2       | 2023–present |
| 1      | Autodrom Most              | 2       | 2023–present |
| 1      | Brno Circuit               | 2       | 2023–present |
| 1      | Balaton Park Circuit       | 2       | 2023–2024    |
| 6      | Hungaroring                | 1       | 2023         |
| 6      | Salzburgring               | 1       | 2024         |